# Меламед, Сэмюэль Макс
Сэмюэль Макс (Шмуэль Моше) Меламед (англ. Samuel Max Melamed, 1885, Волковышки Сувалкской губернии — 1938, Нью-Йорк) — еврейский писатель, журналист и историк философии, редактор.

## Биография
Родился в интеллигентной семье Иосифа и Анны Меламедов. Получил традиционное еврейское образование. Учился в иешиве в Сувалках, затем в университетах Франкфурта, Марбурга, Берна и Парижа. В 1908 получил докторскую степень по истории философии Бернского университета за докторскую диссертацию «Теория, происхождение и история идеи мира», получившую премию Международного бюро мира в Берне.
В период с 1911 по 1914 жил в Лондоне. В 1911 был членом Исполнительного комитета Сионистской организации Великобритании. В 1913 принимал участие в 11-м Сионистском всемирном конгрессе. Работал корреспондентом и редактором в «Джуиш кроникл».
В 1914, в начале Первой мировой войны, эмигрировал в США и поселился в Нью-Йорке. В 1914-18 редактировал в Нью-Йорке «Америкэн джуиш кроникл». Также писал статьи для «The New Yorker Staats-Zeitung», «New York World» и «New York Times».
В поселился в Чикаго. Редактировал выходившую в Чикаго газету «The Daily Jewish Courier». Читал лекции по еврейской литературе и историю философии иудаизма. Участвовал в сионистском движении. Входил в Исполнительный комитет Сионистской организации США. В период с 1921 по 1924 занимал пост президента Сионистской организации Чикаго.
В 1928 переехал в Лос-Анджелес, где редактировал журнал «Рефлекс» (до 1936). С 1935 жил в Нью-Йорке. Писал статьи в журнале Сионистской организации США «New Palestine», газеты на идише «Найе вархайт» и сионистского еженедельника «Дос идише фолк».

## Книги
- «Сорок лет сионизма»
- «Тени и образы» (Берлин, 1913)
- «Психология еврейского духа» (Берлин, 1914, на немецком языке; М., 1914, на русском языке; Иерусалим, 1925, на иврите)